# 玫红省沽油
玫红省沽油（学名：Staphylea holocarpa var. rosea）为省沽油科省沽油属下的一个变种。

## 扩展阅读
- 維基物種上的相關：玫红省沽油